# Sierra de San Vicente (Sistema Central)
La sierra de San Vicente es una alineación montañosa del Sistema Central de la península ibérica, que se sitúa en el borde septentrional de la provincia española de Toledo, en Castilla-La Mancha. Se trata del área más meridional del Sistema Central, interviniendo como un espolón del sector de la sierra de Gredos. El conjunto queda encuadrado por el valle del Tiétar al norte y por el valle del Tajo al sur. Da nombre a la comarca con el mismo nombre.

## Descripción
Se trata de una elevación montañosa de dirección suroeste-noreste, alcanzando su máxima altitud en el paraje de El Piélago, constituido por los picos de Cruces (1373 m), San Vicente (1320 m) y Pelados (1331 m); rodeados por otros picos como: La Mesa (1127 m) y Cabeza de Oro (1001 m). Se configura como un fragmento de transición entre la sierra de Gredos y la Fosa del Tajo, por lo que su relieve coincide con el de este macizo montañoso.
Localizada por encima de la fosa del Tajo, justo donde se encuentra situada la ciudad de Talavera de la Reina. Al este tiene continuidad a través de modestas entidades montañosas como la sierra de la Higuera, Peña Berrocal, Peña Cenicientos y Peña Cadalso, enlazando a partir de esta última con las primeras elevaciones de la sierra de Guadarrama. Mientras que al oeste termina abruptamente, destacando sobre la Fosa del Tajo.
La vertiente norte contacta con el valle del Tiétar mediante un enlace abrupto, mientras que con el valle del Alberche conecta mediante una rampa tendida pero más accidentada, debido a la presencia de numerosos arroyos estacionales y cerros, que gradualmente van disminuyendo su altitud, como por ejemplo los cerros Cabeza Garrido (771 m), Castillo (796 m) y Canto Amarillo (637 m); hasta llegar a la dehesa de Balsamaña (400 m). En esta vertiente se establecen numerosas poblaciones como: El Real de San Vicente, Hinojosa de San Vicente, Castillo de Bayuela, Garciotum y Nuño Gómez.

## Vías de comunicación
Las vías de comunicación más importantes que atraviesan la zona son las carreteras autonómicas de segundo orden CM-5006 CM-5001 y CM-5002, ambas enlazan con la N-V que permite una rápida comunicación con Madrid, Toledo ( mediante la N-403) y Talavera de la Reina. La carretera provincial TO-9145-V une El Real de San Vicente y Navamorcuende, atravesando El Piélago.

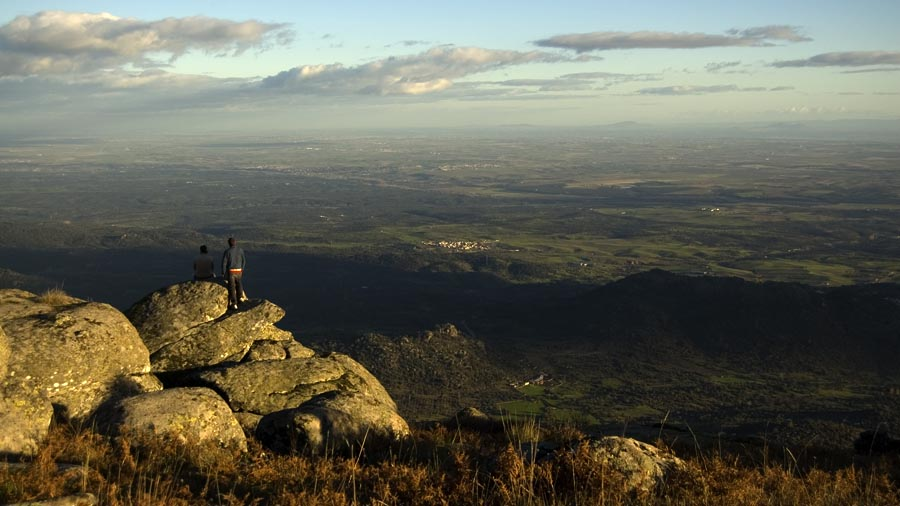
Vista del Valle del Tajo desde el pico de San Vicente (1320 m)

## Sistema hidrográfico
La red hidrográfica de la comarca se incluye dentro de la cuenca hidrográfica del Tajo. Está representada por tres cursos fluviales importantes: Tiétar (75 km), Alberche (61 km) y Guadyerbas (23 km). El río Guadyerbas nace en la sierra de San Vicente en la Fuente Mingorría, próxima al Convento del Piélago. Está represado en el valle situado entre los cerros de San Vicente y La Mesa. Desemboca en el Tiétar, cerca del embalse de Rosarito. En el río Alberche, represado en el cercano embalse de Cazalegas, desaguan los numerosos arroyos que atraviesan la vertiente suroeste, como por ejemplo el arroyo Saucedoso, al que se une el arroyo Cañadillas, para desembocar en la urbanización Atalaya del Alberche, perteneciente al término municipal de Cardiel de los Montes. En las proximidades de este municipio también desembocan los arroyos del Vispo y de San Benito. Cerca de Talavera de la Reina recibe los aportes de otros dos arroyos nacidos en la sierra: Guadmora y de las Parras. En la vertiente noreste es el río Tiétar el que actúa como colector de los aportes de agua procedentes de la sierra, como el arroyo Tamujoso o la garganta de Torinas. A este último desaguan los arroyos del Lugar, de la Fuente, de Mingo Miguel, del Budial y la Garganta de Tejea.

## Fauna

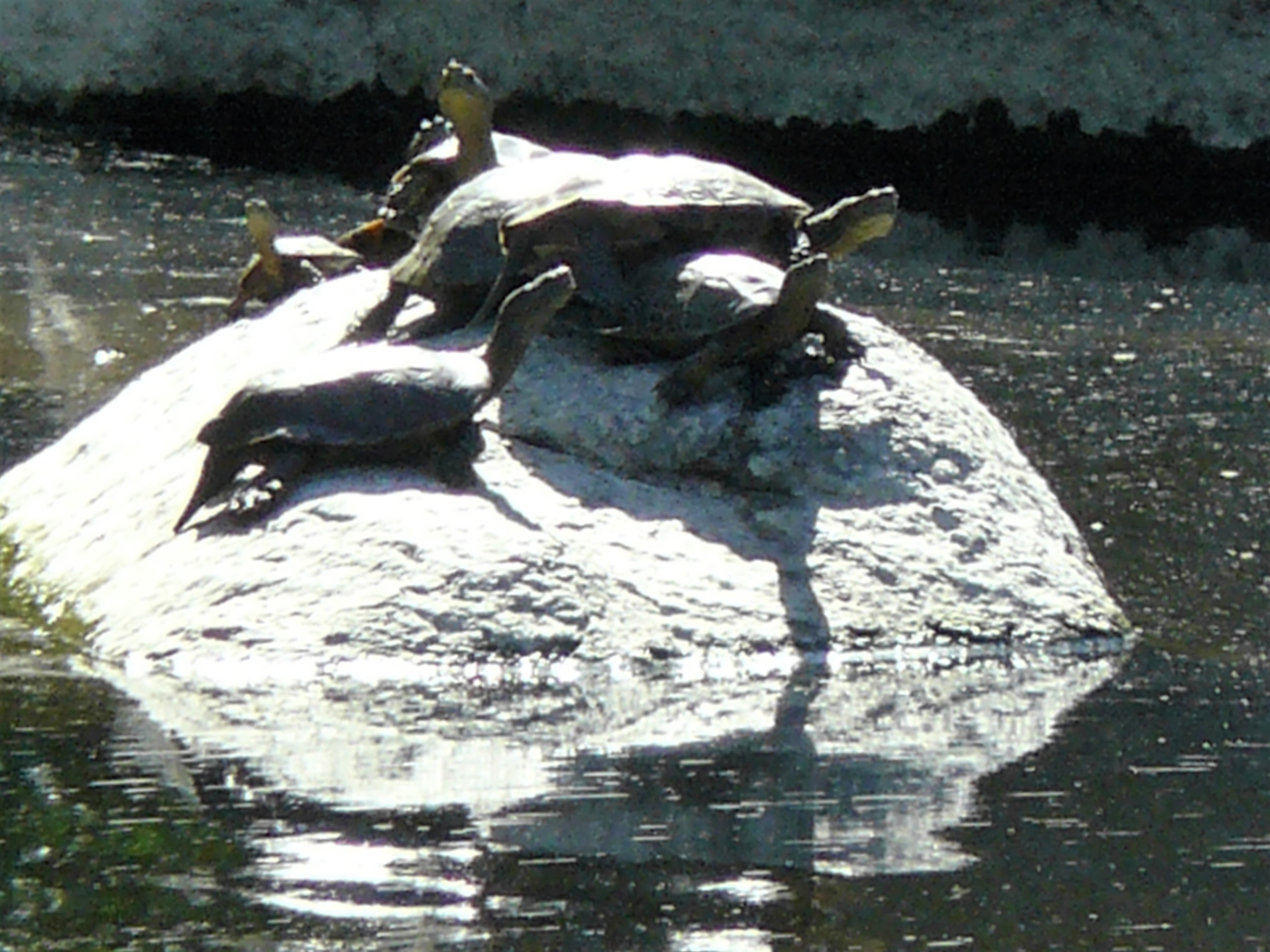
Galápago leproso en el río Tiétar

La fauna de la zona se compone, entre otros animales, de conejos, liebres, perdices, así como jabalíes, ciervos, corzos, zorros y ardillas, los animales más frecuentes que se suelen encontrar. Así mismo, los numerosos arroyos que descienden de las montañas surcando la comarca componen un hábitat idóneo para especies como el barbo, el lucio y más raramente la trucha, que comparten espacio con multitud de anifibios ibéricos como el sapo corredor, la rana común o el galápago leproso. Igualmente es una zona idónea para la nidificación de aves rapaces como el búho real, el águila culebrera, el halcón peregrino o el buitre leonado, entre otros muchos.

## Flora

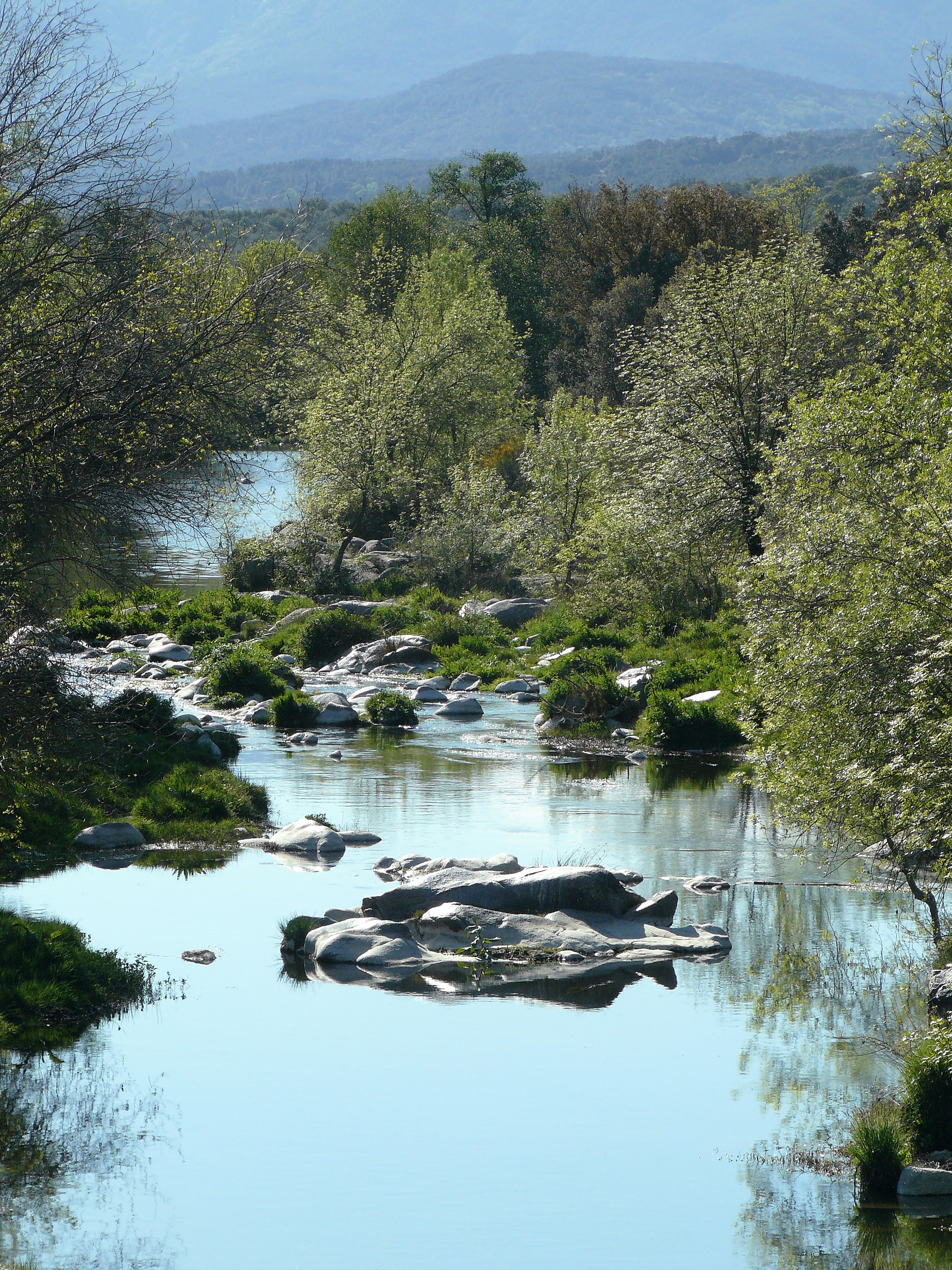
Río Tiétar a su paso por la sierra de San Vicente

La flora presenta una gran biodiversidad. El piso basal y arbustivo está compuesto de plantas aromáticas, la jara, la retama, el tomillo o el romero. En toda la sierra predomina el bosque mediterráneo, siendo los árboles más típicos el alcornoque, la encina, el roble melojo, el castaño, el acebo y varias especies de pino, como por ejemplo el pino piñonero, el pino rodeno o el más escaso pino silvestre.
Se han catalogado 751 taxones específicos e infraespecíficos de plantas vasculares, que nos sirven para realizar el siguiente análisis florístico, dividido en tres apartados: taxonomía, corología y tipos biológicos.

### Taxonomía
La mayoría de los taxones corresponden a angiospermas, divididas en dicotiledóneas (560 taxones) y monocotiledóneas (171). Con mucha menor representación aparecen helechos (16) y gimnospermas (4).
Las especies más resistentes a la falta de humedad ( Asplenium onopteris, Asplenium ceterach, Asplenium billotii, Asplenium trichomanes, Anogramma leptophylla, Cheilanthes tinaei, Cystopteris fragilis) habitan las grietas de los berrocales graníticos en los lugares más húmedos y tempaldos de las zonas más bajas de la Sierra. En altitud aparece el helecho hembra, el helecho común y Dryopteris affinis. Por otro lado la única gimnosperma es el enebro (Juniperus oxycedrus subsp. badia), así como especies introducidas (Pinus pinaster, Pinus pinea y Pinus sylvestris).

### Corología
El elemento endémico está representado por un porcentaje muy elevado (10,2 %) de los taxones catalogados. Por su importancia corológica mencionamos 77 taxones endémicos que aparecen en el catálogo.
- Endemismos de la mitad occidental del área mediterránea de la península ibérica, ocasionalmente pueden aparecer en áreas atlánticas: Anchusa undulata subsp. granatensis, Antirrhinum graniticum, Avenula sulcata subsp. occidentalis, Bufonia macropetala, Carduus carpetanus, Conopodium majus subsp. ramosum, Crocus carpetanus, Delphinium fissum subsp. sordidum, Digitalis thapsi, Erysimum lagascae, Euphorbia oxyphylla, Evax lusitanica, Flueggea tinctoria, Genista cinerascens, Genista falcata, Genista hirsuta subsp. hirsuta, Hyacinthoides hispanica, Jasione crispa subsp. sessiliflora, Lavandula stoechas, subsp. pedunculata, Lavandula stoechas subsp. sampaioana, Linaria elegans, Lupinus hispanicus, Micropyrum patens, Myosotis ramosissima subsp. gracillima, Nepeta coerulea subsp. coerulea, Ranunculus gregarius, Rumex papillaris, Sanguisorba hybrida, Salix salviifolia, Scrophularia reuteri, Sedum arenarium, Silene psammitis subsp. psammitis, Succisella carvalhoana, Talicthrum minus subsp. matritense, Tanacetum microphyllum, Thymus zygis.

- Endemismos de las montañas silíceas de la zona central de la península ibérica: Adenocarpus argyrophyllus, Arenaria querioides, Aristolochia pallida subsp. castellana, Armeria arenaria subsp. segoviensis, Euphorbia nevadensis subsp. nevadensis,  Hispidella hispanica, Leucanthemopsis pallida, Narcissus rupicola, Narcissus x rupidulus, Paeonia broteri, Ranunculus bulbosus subsp. aleae var. cacuminalis, Sedum lagascae, Sedum pedicellatum, Sideritis monserratiana

- Endemismos de la península ibérica: Aquilegia vulgaris subsp. hispanica, Carex elata subsp. reuteriana, Centaurea triumfettii, subsp. lingulata, Cleonia lusitanica, Conopodium bourgaei, Delphinium halteratum subsp. verundense, Evax carpetana, Ferulago brachyloba, Festuca durandii, Festuca rothmaleri, Galium broterianum, Helianthemum apenninum subsp. apenninum, Herniaria lusitanica subsp. lusitanica, Hieracium castellanum, Koeleria crassipes, Lotus corniculatus subsp. carpetanus, Malcolmia triloba, Merendera pyrenaica, Myosotis persoonii, Myosotis stolonifera, Narcissus triandrus subsp. pallidulus, Orchis laxiflora subsp. palustris, Quercus faginea subsp. faginea, Ranunculus ollissiponensis subsp. ollisiponensis, Rhamnus lycioides, Thymus mastichina subsp. mastichina y Thymelaea sanamunda.

Cabe destacar la importancia de endemismos de la zona central y centro-occidental de la península ibérica, en concordancia con la adscripción biogeográfica del territorio estudiado (provincias biogeógraficas Luso-Extremadurense y Carpetano-Ibérico-Leonesa). Gran parte de los endemismos recolectados corresponden con elementos que solo habitan en zonas montanas de la península ibérica.

### Tipos biológicos
Los más representativos son terófitos (312 taxones), hemicriptófitos (217) y geófitos (97). Con menor representación figuran los fanerófitos (42), caméfitos (32), nanofanerófitos (33), hidrófitos (17) y epífitos (1).